# 「トレンドは白。」のテーマ (白いMY LOVE)
『「トレンドは白。」のテーマ (白いMY LOVE)』（ - しろ - しろいマイ・ラブ）は栗林誠一郎の1枚目のシングル。

## 内容
- カネボウ化粧品のコマーシャルソングで、タイトルの「トレンドは白。」は当時の化粧品メーカーのキャッチコピーによるもので、歌詞にある白いMY LOVEは副タイトルにあたる。
- カップリングの「IT'S MY TREAT」は、「Players Pole Position」に収録したB'zの松本孝弘がギターで参加したバージョンのリテイク・バージョン。また、WANDSが「Secret Night 〜It's My Treat〜」（作詞は上杉昇）としてカバーしている。
- 収録アルバム「Summer Illusion」では編曲のクレジットが2曲共に　栗林誠一郎・明石昌夫　となっている。

## 収録曲
全作曲：栗林誠一郎　編曲：明石昌夫
1. 「トレンドは白。」のテーマ (白いMY LOVE)
作詞：湯川れい子
2. IT'S MY TREAT
作詞：栗林誠一郎

## 参加ミュージシャン
- 青山純 - ドラム
- 明石昌夫 - ベース、シンセサイザー
- 増崎孝司 - ギター
- 勝田かず樹 - サックス

## 収録アルバム
- Summer Illusion（#1,2）
- 青春ドリーマーズ2（#1）